# لئوپولد، شاهزاده آنهالت-کوتن
لئوپولد، شاهزاده آنهالت-کوتن (آلمانی: Leopold, Prince of Anhalt-Köthen؛ ‏ ۲۸ نوامبر ۱۶۹۴ – ۱۹ نوامبر ۱۷۲۸) شاهزاده‌ای آلمانی از خاندان آسکانیا بود و فرمانروای آنهالت-کوتن بود که به موسیقی و اپرا (به ویژه اپراهای ژان-باتیست لولی) علاقمند بود و خود دستی در موسیقی داشت و ویولا دا گامبا می‌نواخت. دلیل شهرت او، استخدام یوهان سباستیان باخ به عنوان کاپل‌مایستر دربارش مابین سال‌های ۱۷۱۷ تا ۱۷۲۳ بود. در همین زمان بود که باخ آثاری چون کنسرتوهای براندنبورگ و کلاویه خوش‌آهنگ را نوشت. پس از مرگ لئوپولد در سن ۳۳ سالگی در اثر آبله، باخ کانتاتی را برای مراسم خاکسپاری او به نام گریه کنید، فرزندان، برای همه دنیا گریه کنید نوشت که تنها متن آن باقی مانده است.